# فيرونيك ديكاير
فيرونيك ديكاير (بالإنجليزية: Véronic DiCaire)‏ هي مغنية ومغنية انطباعية فرنسية كندية، ولدت يوم 23 أكتوبر 1985 في فيكتوريا في كندا.

## روابط خارجية
- فيرونيك ديكاير على موقع IMDb (الإنجليزية)
- فيرونيك ديكاير على موقع ميوزك برينز (الإنجليزية)
- فيرونيك ديكاير على موقع ديسكوغز (الإنجليزية)
- فيرونيك ديكاير على موقع قاعدة بيانات الفيلم (الإنجليزية)